# Crotalaria emarginata
Crotalaria emarginata är en ärtväxtart som beskrevs av George Bentham. Crotalaria emarginata ingår i släktet sunnhampor, och familjen ärtväxter. IUCN kategoriserar arten globalt som livskraftig. Inga underarter finns listade i Catalogue of Life.